# Amygdala

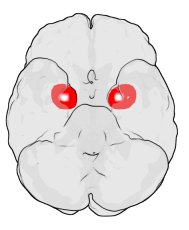
Amygdala i hjärnan.

Amygdala i hjärnan.

Amygdala  (uttalas /aˈmʏgdala/; latin corpus amygdaloideum, av grekiska ἀμυγδαλή, amygdalē, "mandel", "tonsill", svenska mandelkärnan) är en bilateral struktur i hjärnan som utgör en del av limbiska systemet, belägen djupt i hjärnan, nära mediala tinningloben. Amygdala tros ha en viktig funktion i hjärnans emotionella nätverk och spelar stor roll vid uppkomsten av såväl negativa som positiva känslor.

## Intryck och reaktion
Amygdala sägs vara kopplingen mellan inkommande sinnesinformation och de fysiologiska och beteendemässiga förändringar som
kopplas till emotionella reaktioner.
Amygdala är belägen i närheten av hjärnstrukturerna thalamus och hypothalamus. Thalamus förklaras ofta som en omkopplingsstation där det mesta av vår inkommande sinnesdata passerar på väg för bearbetning i sinnesbarken. Amygdalas kopplingar till thalamus gör att amygdala är mycket väl underrättad om vad som sker i vår omvärld och låter amygdala veta när plötsliga förändringar sker i vår omgivning. Hypothalamus är en hjärnstruktur som kontrollerar hypofysen, körteln som kontrollerar hormonproduktion i kroppens övriga körtlar. Amygdalas kopplingar till hypothalamus gör dels att amygdala är väl underrättad om aktivitet och hormonbalans i kroppen, dels ger amygdala möjlighet att styra över denna hormonbalans genom att skicka information till hypothalamus. Amygdala reagerar starkt vid snabba förändringar i omvärlden, stressfyllda situationer och händelser som kräver emotionell reaktion. Då påverkas kroppens balans och människans beteende genom ändrad hormonbalans. Till exempel verkar stark aktivitet i amygdala vid uppkomsten av plötsliga hot vara det som aktiverar kroppens sympatiska nervsystem och göra oss redo för strid eller flykt.
Vid dubbelsidig amygdalaskada försvinner förmågan att uppleva rädsla och reagera vid fara, vilket visats via djurstudier och skadestudier på människor. Det har dock genomförts djurstudier där amygdala tillfälligt slås ut. Försöksdjuret kan medan amygdala är ur funktion inte lära sig frukta nya saker, men kan trots avstängd amygdalafunktion reagera med rädsla på stimuli det sedan tidigare lärt sig att frukta. Detta tyder på att amygdala har en viktig roll i rädsleinlärning men inte är den enda strukturen med förmåga att initiera rädslereaktioner.

## Den höga vägen, den låga vägen
Då vi stöter på skrämmande stimuli, till exempel tror oss får syn på en orm, går informationen från ögonen till thalamus som vid potentiellt hotfull stimuli inte bara skickar informationen vidare för omkodning i nacklobens synsinnescentra utan även skickar informationen direkt till amygdala för snabb reaktion. Denna koppling direkt mellan amygdala och thalamus kallas ofta för rädslereaktionernas låga väg. Om informationen processas i vanlig, den höga vägen, ordning omkodas syninformationen i nackloben för att sedan kännas igen i tinningloben. Normalt då vi möter nya stimuli är det upp till nätverk i pannloben att fatta beslut om hur vi ska hantera den nyuppkomna situationen. Det är här vi människor upplever beslutsfattandet. Denna väg tar längre tid och kan ibland vara för tidskrävande om vi till exempel anfalls av en orm. Det kan dock visa sig att det som uppfattades som en orm bara var en pinne på marken. Amygdala kommer då ha satt igång en rädslereaktion som höjer puls och vakenhet utan att något reellt hot förelåg. Mer komplexa system i hjärnans bark måste då återta kontrollen över hormonsystemen och lugna ner oss. Detta kan förklara varför människor reagerar eller brusar upp mer än nödvändigt och att snabba reaktioner från amygdala kan vara hämmande för mer genomtänkta och kontrollerade handlingsplaner.

## Positiv effekt
Amygdala har visat sig reagera på både positiva och negativa visuella stimuli. En studie visade att känslomässigt uttrycksfulla ansikten, både positiva och negativa, ledde till större aktivitet i amygdala jämfört med annan emotionell stimuli. Det har också pekats på att amygdala reagerar starkare på positiv känslomässig information än negativ.

## Autism
Amygdala har föreslagits som en av de neurala grunderna för autism. Medan människor med dubbelsidig amygdalaskada har stora problem med att läsa av känslouttryck i människors ansikten, klarar personer med autism ofta uppgiften att kategorisera känsla och avgöra känslans intensitet, även om autister ofta är sämre på detta än kontrollgrupper. Personer med autism har däremot problem med att göra sociala bedömningar baserat på ansiktsuttryck och brukar i tester värdera ansiktens förtroendeingivenhet betydligt högre än kontrollgrupper. Personer med autism verkar därför ha förmåga att identifiera känslouttryck men har svårt att förhålla sig till dem i social interaktion.
Patienter som växer upp med skadad amygdala visar på svåra problem med att utveckla inlevelseförmåga: förmåga att förstå att andra individer kan förstå vad jag tänker. Individer som i vuxen ålder får liknande skada på amygdala visar dock inga problem med att sätta sig in i andras tankeverksamhet, vilket pekar på att amygdala är en viktig struktur vid utvecklandet av en fungerande inlevelseförmåga men mindre viktig i upprätthållandet av aktivitet genom livet.

## Minne
Amygdala är belägen i anslutning till tinningloben och hippocampus, två viktiga komplex för inlärning och minne. Även amygdala verkar ha en funktion vid minnesfunktioner. Djurstudier har visat att försöksdjur som får amygdala stimulerat vid inlärningssituationen sedan kommer ihåg bättre. På samma sätt verkar hämning av amygdalaktivitet vid inlärningstillfällen hämma inlärning.
Amygdala verkar också vara viktig för att ge minnen ett emotionellt innehåll då inlärning och framplockande av känslomässigt
material aktiverar amygdala starkare än då känslomässigt neutralt material lärs in eller skall kommas ihåg.

## Övriga funktioner
Artificiell stimulering av amygdala resulterar i att försöksdjuret uppträder skrämt och irriterat. Långdragen stimulering av amygdala resulterar också i magsår, vilket leder forskare till att föreslå att oreglerad amygdalaaktivitet är relaterat till negativa symptom vid stress.
Amygdala är även känslig för smakupplevelser och har föreslagits vara en av de hjärnstrukturer som avgör om mat upplevs som en
positiv eller negativ upplevelse.
Studier pekar på att höger och vänster hjärnhalvas amygdala inte är identiskt uppkopplade utan har till viss del olika
knutpunkter till delar av respektive hjärnhalva.
Människor med skador på amygdala har svårt att rita ett mänskligt ansikte som uttrycker rädsla, medan de fortfarande kan rita
ansikten som uttrycker andra känslor.

## Kritik
Amygdala har visat sig vara en komplicerad struktur bestående av en mängd olika kärnor som alla har olika uppkopplingar och funktioner. Vissa forskare vill då snarare tala om ett amygdalakomplex än hänvisa till denna mängd mindre kärnor som har geografiska snarare än funktionell eller konnektivistisk samhörighet. Det har också diskuterats om amygdalabegreppet överhuvudtaget förenklar vår förståelse av hjärnan eller om begreppet är föråldrat och hindrar forskningen från att utveckla en mer korrekt uppfattning av strukturens uppbyggnad och funktion.